# Milagro Almenara Pérez
Milagro Almenara Pérez (Santander, 1 de diciembre de 1900-Víznar o Alfacar, 2 de noviembre de 1936) fue una farmacéutica y feminista española asesinada por los franquistas durante la Guerra Civil Española.

## Trayectoria
Obtuvo el título de Bachiller con el segundo mejor expediente del instituto, de 30 asignaturas cursadas logró 24 matrículas de honor. Con sólo 16 años se matriculó en la Facultad de Farmacia en la Universidad de Granada en el año 1916, siendo una de las pocas mujeres de la época en cursar estudios superiores.
Su primer trabajo como farmacéutica fue en el término costero de la Rábita perteneciente a Albuñol, siendo la primera farmacia de este municipio y avalada por tener el mejor expediente académico. Fue la última titular de la Farmacia de la Compañía, la más antigua de Granada hasta el alzamiento militar y la guerra, cuando fue destruida.
Se codeó con ilustres socialistas de la época cómo Eudoxia Píriz, Fernando de los Ríos o Alejandro Otero y fue coordinadora de la Juventud Universitaria Femenina (JUF) en Granada, una asociación que tenía como objetivo agrupar a estudiantes, licenciadas y doctoras para poner en marcha una organización de mujeres universitarias de carácter feminista.
La asociación la comenzó Elisa Soriano Fisher, cuando el 5 de enero de 1919 escribió un artículo reivindicativo en la publicación La Medicina Social titulado «La mujer ante los acontecimientos sociales» en el que se puede leer:

¿Qué hace la mujer española? Nada. Mientras en otros países luchó y lucha por salir de la ignorancia y de la esclavitud; mientras en Inglaterra logran que les sea concedido el voto, aquí en España no surge ni el menor movimiento feminista para demostrar al mundo que la mujer española es tan digna como la de los demás países de la consideración universal. En los demás países beligerantes la mujer cooperó durante los años de lucha al sostenimiento de la nación y todos los gobiernos aliados han reconocido que sin el concurso femenino la guerra no hubiera tenido un fin glorioso para ellos. En las conferencias que han de anteceder a la paz seguramente tendrán representación las mujeres (...) demostrad, mujeres españolas, que queréis el amor y la paz entre todas las regiones.

Por intermediación del rector de la Universidad de Granada, Almenara se escribió de forma continuada con Elisa Soriano con el objetivo de agrupar al colectivo feminista andaluz. A su vez, puso en contacto a Soriano con Agustina González López, "la Zapatera", una figura destacada en la Agrupación Femenina Socialista y proponiendo el acercamiento de los grupos. Almenara fue una militante activa del movimiento socialista de Granada y feminista, y se la llegó a conocer como la "boticaria roja", manteniendo así un gran paralelismo con el propio Federico García Lorca, ya que estudiaron en los mismos edificios y fueron fusilados en la zona del barranco entre las localidades de Víznar y Alfacar.